# Larouco
Larouco – gmina w Hiszpanii, w prowincji Ourense, w Galicji, o powierzchni 23,69 km². W 2011 roku gmina liczyła 557 mieszkańców.